# イノセントワールド -天下無賊-
『イノセントワールド -天下無賊-』（イノセントワールド てんかむぞく、原題: 天下無賊 ）は、2004年公開の中国映画。2005年の賀歳片（正月映画）として製作された。
監督・脚本は賀歳片の顔・馮小剛 （フォン・シャオガン）。香港・台湾・中国の3人のスターの顔合わせで、チベットを出発した列車の車内で展開される泥棒たちの攻防を描く。
原作は趙本夫 （チャオ・ベンフー）の短編小説『天下無賊』（直訳すると「泥棒のいない世の中」という意）。

## 登場人物
王薄（ワン・ポー）
演 - 劉徳華（アンディ・ラウ）、吹替 - てらそままさき
国中を渡り歩く泥棒。
王麗（ワン・リー）
演 - 劉若英（レネ・リウ）、吹替 - 山田里奈
王薄のパートナー。
胡黎（フー・リー）
演 - 葛優（グォ・ヨウ）、吹替 - 星野充昭
窃盗グループの親玉、変装を得意とする。
傻根 （シャーケン）
演 - 王宝強（ワン・バオチアン）、吹替 - 成瀬誠
河北出身の出稼ぎ青年。
小葉（シャオイエ）
演 - 李冰冰（リー・ビンビン）、吹替 - 小野涼子
胡黎の手下、新入り。
私服警官
演 - 張涵予（チャン・ハンユー）、吹替 - 高瀬右光
画家と偽り王薄たちを追う。
胖子（デブ）
演 - 尤勇（ヨウ・ヨン）
胡黎の手下。
四眼（メガネ）
演 - 林家棟 （ラム・カートン）
胡黎の手下。
劉（リウ）社長
演 - 傅彪（フー・ビアオ）
王薄たちから美人局に遭う。
社長の妻
演 - 徐帆（シュー・ファン）
女性警官
演 - 鍾萍（チョン・ビン）
私服警官の部下。
強盗甲
演 - 范偉（ファン・ウェイ）
列車強盗。
強盗乙
演 - 馮遠征（フェン・ユエンジョン）
列車強盗。

## 関連書籍
- 中国語で短編小説を読もう! 天下無賊 - 趙本夫（著） 永倉百合子・胡興智（翻訳） 語研 2005年 ISBN 9784876151073